# Key the Metal Idol
Key the Metal Idol (キィ・ザ・メタル・アイドル Kii Za Metaru Aidoru?) es una serie de OVA japonesa dirigida por Hiroaki Sato, publicada desde diciembre de 1994 a junio de 1997. La serie está compuesta de quince episodios divididos en tres partes: First Program la cual agrupa los episodios del 1 al 7. Second Program episodios 8 a 13. Y Final Program que comprende las películas 1 y 2 (también conocidas como los episodios 14 y 15 respectivamente). Key es un drama oscuro con elementos de mecha y ciencia ficción.

## Argumento
La protagonista de la historia es Tokiko Mima (apodada "Key"), una chica de secundaria casi carente de emociones quién está convencida de ser una robot construida por su abuelo, el gran científico Murao Mima. Key cree que cada año, durante el día de su cumpleaños, su abuelo le construye un nuevo cuerpo una talla más grande, para emular el crecimiento humano. 
Antes de su muerte, su abuelo graba una cinta de audio donde registra su última voluntad: Key puede convertirse en humana con la ayuda de 30,000 amigos. Rápidamente luego de la muerte de su abuelo, Key comienza su viaje a Tokio para encontrar los 30,000 amigos necesarios para convertirse en humana, antes de que su batería se agote. La serie relata el viaje, y el proceso por el cual atraviesa Key en busca de su propia identidad, desde una personalidad de robot casi carente de emociones hacia una Key más humana, al mismo tiempo que desentraña una red de conspiraciones corporativas y militares que buscan el extraño poder que logra manifestar en el transcurso de la serie.
La serie trata temáticas oscuras, como la prostitución y la industria del cine pornográfico con chicas escolares. También realiza una crítica a la industria de las "idols".

## Producción
La serie fue originalmente producida y publicitada como un OVA "experimental". Los precios de los primeros formatos de venta (VHS y Laserdisc) fueron muy baratos, costando cada VHS de un episodio cada uno alrededor de 2,500 yenes, y cada Laserdisc de tres episodios unos 5,800 yenes (casi la mitad de otros proyectos de la época). A medida que la serie avanzaba los precios de cada episodio fueron aumentando hasta alcanzar el de una serie promedio, llegando a costar el último volumen 9,500 yenes. También fue lanzada una serie de CD-drama.
En cuanto a la duración de cada capítulo, los primeros 13 tienen una duración de entre 25 y 30 minutos cada uno, mientras que los dos últimos (14 y 15) tienen una duración de 90 minutos cada uno.
La serie fue doblada al español (de España) el año 2006, y licenciada por Jonu Media bajo el título de "Key, la ídolo metálica" Nunca fue doblada al español latino en ese entonces, hasta que el 30 de octubre de 2024, Anime Onegai confirmó la licencia de la serie para América Latina, que incluirá doblaje latino.

## Personajes principales
- Tokiko "Key" Mima: Tokiko, apodada "Key", es la nieta robot del gran científico e inventor Murao Mima, y su difunta esposa Tomiko Mima. Es introvertida y aparenta carecer completamente de emociones humanas. Vive con su abuelo y su asistente en un valle en las montañas, hasta la misteriosa muerte del primero. Por alguna razón Key es capaz de manifestar extraños poderes psico-quinéticos cuando se encuentra en una situación de estrés extremo. Key viaja a Tokio, donde debido a su inexperiencia con el mundo exterior al valle se ve enfrentada a peligrosas situaciones.
- Dr. Murao Mima: El doctor Murao es el abuelo de Key, un amable científico y experto artesano de marionetas. Su conocimiento de la ciencia y el arte de las marionetas lo convierten en un afamado maestro de la robótica. Más tarde se interesa en la aplicación de poderes sobrenaturales para controlar robots.
- Tomoyo Wakagi: Fue el asistente personal del Dr. Murao. Luego de la muerte de este se convierte en el protector y guardaespaldas de Key en su viaje a la ciudad. Es hábil con las computadoras y debido a su pasado militar, también lo es en la lucha cuerpo a cuerpo y con armas.
- Sakura Kuriyagawa: Sakura fue la mejor y única amiga de Key durante sus años de secundaria. Por azar vuelven a encontrarse en Tokio, cuando Key comienza su viaje, rescatando a la última de una agencia de videos eróticos. Posteriormente cuida de Key en su casa. Sakura muestra ser una mujer fuerte que debe trabajar en más de un empleo para poder mantenerse, siendo tentada varias veces a lo largo de la serie por la industria de videos.
- Shuichi Tataki: Amigo cercano de Sakura, y presidente del club de fanes de Miho. Hábil con los contactos del mundo de las idols. Se convierte en un personaje de apoyo para Key y Sakura en la batalla contra la corporación.
- Sergei / D: Sergei, nombrado la mayoría de las veces por su nombre clave "D", es un agente al servicio de Jinsaku Ajo. Se destaca por su fuerza sobrehumana y su habilidad en la lucha. Es uno de los principales antagonistas de la serie. Realiza misiones secretas para Ajo, siendo la más importante y la fuente de su obsesión la captura de Key.
- Miho Utsuse: Miho es la idol más popular de momento, trabaja para las industrias de entretenimiento de Jinsaku Ajo "Producciones Minos". Luego de ver una grabación de uno de sus conciertos, Key decide ser una idol como ella. Varios misterios rodean la figura de Miho, sus fanes incluso ponen en duda que la persona a la que ven sobre el escenario sea la misma.
- Jinsaku Ajo: El principal antagonista de la serie, es un exmilitar obsesionado con la robótica y los extraños poderes que rodean a la familia del doctor Murao. Posteriormente es el presidente de las Industrias Ajo y Producciones Minos. Desarrolla secretamente robots de uso militar, los PPOR, a partir de la tecnología que permite usar poderes tele-quinéticos para controlar robots.

## Elenco
| Personaje         | Actor japonés      | Doblaje español   | Doblaje latino   |
| ----------------- | ------------------ | ----------------- | ---------------- |
| Tokiko Mima       | Junko Iwao         | Julia Chalmeta    | Desireé González |
| Sakura Kuriyagawa | Miki Nagasawa      | Rosa Moyano       | Jocelyn Robles   |
| Shuichi Tataki    | Toshiyuki Morikawa | Carlos Llaidós    | Pablo Mejía      |
| Tomoyo Wakagi     | Yanaka Hiroshi     | Ramón Rocaballera | Hiram Cárdenas   |
| Jinsaku Ajo       | Shou Hayami        | Alonso Tasio      | Paco Valdovinos  |
| Sergei/"D"        | Jurota Kosugi      | Oscar Redondo     | Salvador Reyes   |
| Snake-Eye         | Eken Mine          | Vicente Gil       | Daniel Abundis   |
| Hikaru Tsurugi    | Shin-ichiro Miki   | Toni Mora         | Eduardo Martínez |
| Murao Mima        | Kouichi Kitamura   | Vicente Gil       | Saúl Alvar       |
| Miho Utsuse       | Chiyako Shibahara  | Marta Estrada     | Polly Huerta     |